# Albert Louvet
Louis-Albert Louvet, né le 2 décembre 1860 à Paris et mort en 1936, est un architecte français.

## Biographie
Élève de Louis-Victor Louvet, son père, et de Paul-René-Léon Ginain à l'École des Beaux-Arts de Paris, il remporte le Premier Second Grand Prix de Rome en 1886.

Le sujet de l'épreuve finale s'intitule : « Un palais pour la Cour des comptes ».
Il participe à la conception et à la construction du Grand Palais, de 1896 à 1900.

## Distinctions
- Officier de la Légion d'honneur (1921). Il est nommé chevalier en 1900.